# Wasmand

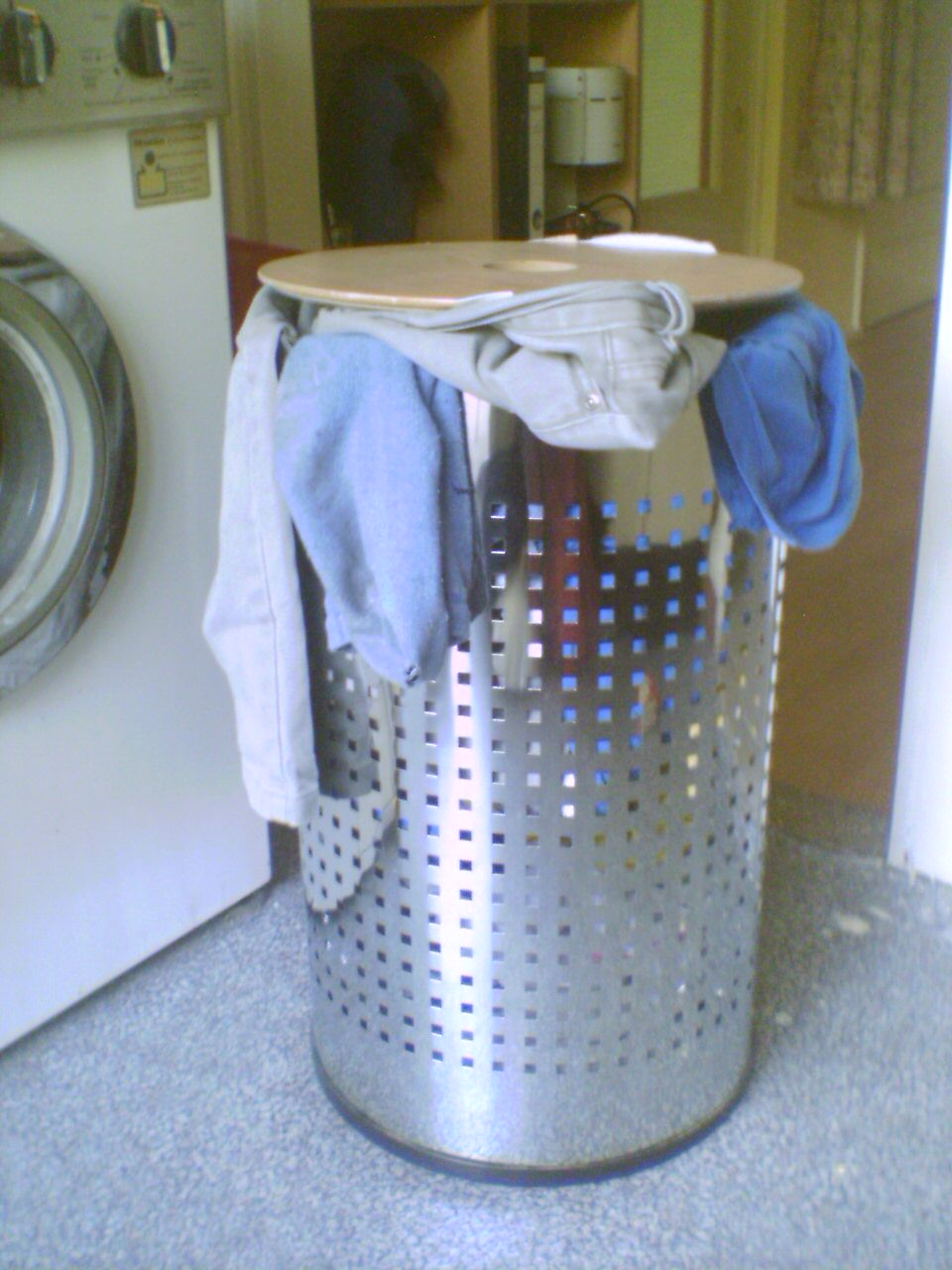
Metalen wasmand (gevuld)

Een wasmand is een staand object waarin wasgoed wordt opgeslagen. Doorgaans wordt het gebruikt om vuil wasgoed tijdelijk uit het oog in op te slaan totdat het gewassen wordt.

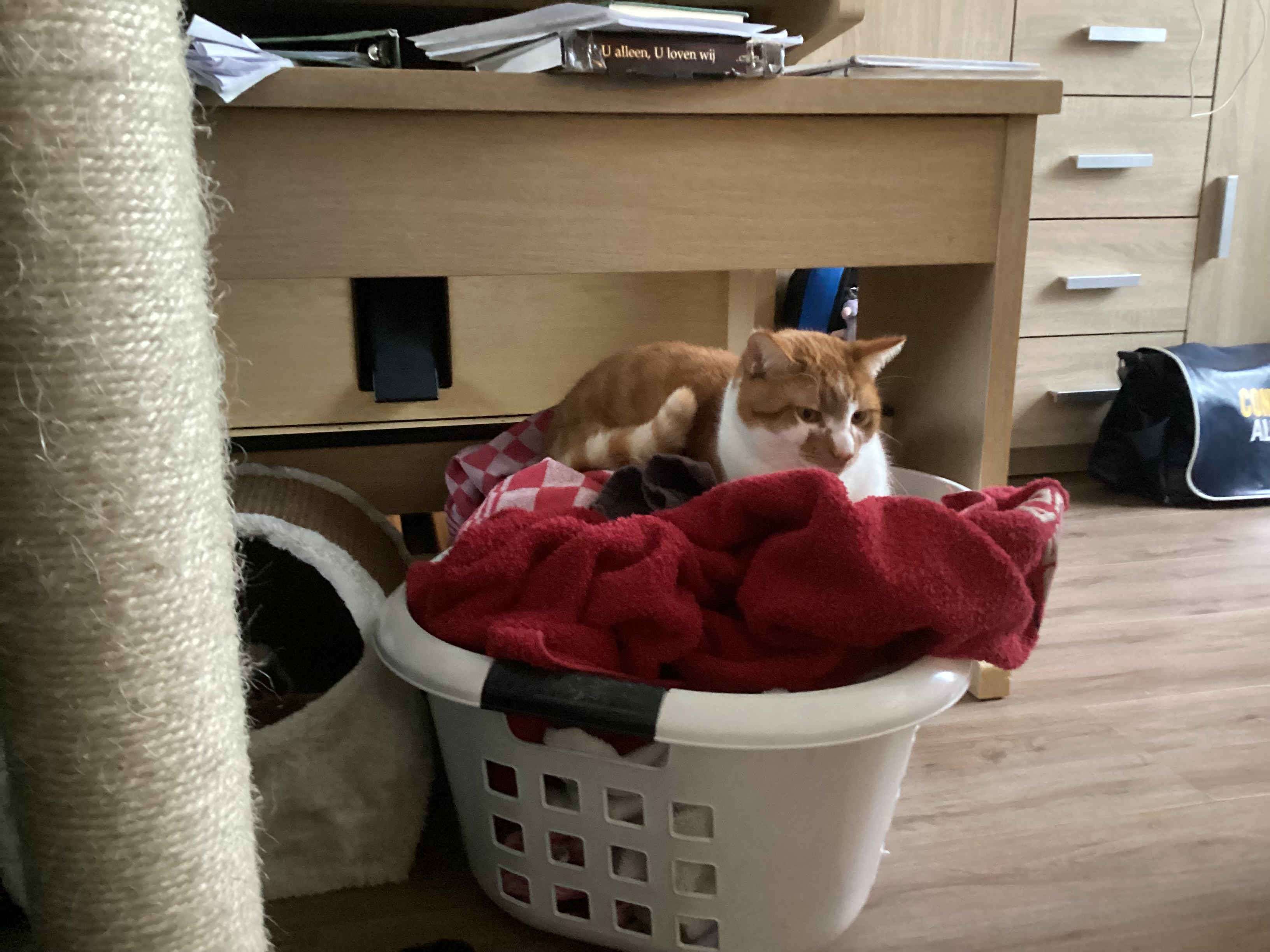
Katten vinden het fijn om in wasmanden te liggen als er was in ligt.

Een wasmand is echter ook bruikbaar als object om schone was in te transporteren van de waslijn naar de kast of van de wasmachine naar de droogtrommel. Wasmanden zijn er in vele soorten en maten, en zijn nu in de regel gemaakt van plastic of metaal. Ook wasmanden van pitriet en wilgentenen komen voor. Vroeger waren er geen andere. Het alternatief voor de wasmand is de waszak. 
Soms zorgt een wasmand voor verrassingen. In juni 2005 vond een vrouw in een wasmand die ze op een rommelmarkt had gekocht een bedrag van 100.000 euro, dat afkomstig bleek van een twee jaar eerder overleden vrouw. De vindster hield er een flink vindersloon aan over.